# Therese Wallter
Therese Wallter (ur. 1 maja 1982 roku w Helsingborgu), szwedzka piłkarka ręczna, reprezentantka kraju, obrotowa. Obecnie występuje w Elitserien, w drużynie Skövde HF.
Największy sukces odniosła w 2010 r., zdobywając wicemistrzostwo Europy w Danii i Norwegii.

## Sukcesy

### reprezentacyjne
- Mistrzostwa Europy:
  -  2010

### klubowe
- Mistrzostwa Szwecji:
  -  2005, 2006, 2007
- Mistrzostwa Danii:
  -  2009